# کامپو بوم
کامپو بوم (به پرتغالی: Campo Bom) یک شهرداری در برزیل است که در ریو گرانده جنوبی واقع شده‌است. کامپو بوم ۶۱ کیلومتر مربع مساحت و ۶۹٬۴۵۸ نفر جمعیت دارد و ۲۹ متر بالاتر از سطح دریا واقع شده‌است.